# Thảm sát Túc Thanh
Thảm sát Túc Thanh (giản thể: 肃清大屠杀; phồn thể: 肅清大屠殺; bính âm: Sùqīng Dà Túshā; Hán Việt: Túc Thanh đại đồ sát) là một cuộc thảm sát có hệ thống được thực hiện bởi quân Nhật nhằm loại bỏ những thành phần thù địch người Singapore gốc Hoa trong thời gian Nhật Bản chiếm đóng Singapore, sau khi thuộc địa này của Anh thất thủ và phải đầu hàng ngày 15 tháng 2 năm 1942. Chiến dịch Túc Thanh diễn ra sau đó đã mở rộng đối tượng sang cả người Hoa ở Mã Lai. Cuộc thảm sát bắt đầu từ 18 tháng 2 cho đến 4 tháng 3 năm 1942 tại nhiều địa điểm trong khu vực.
Từ Túc Thanh ("Sook Ching" giản thể: 肃清; phồn thể: 肅清; bính âm: Sùqīng) có nghĩa là "dẹp sạch" trong tiếng Hán và người Nhật dùng từ này để ám chỉ từ Kakyōshukusei (華僑粛清 - Hoa kiều túc thanh), nghĩa là "thanh trừng người Trung Quốc". Người Nhật còn gọi nó là Shingapōru Daikenshō (シンガポール大検証), tức là "cuộc đại thanh tra Singapore". Ủy ban di sản quốc gia (National Heritage Board) Singapore sử dụng từ "Sook Ching" khi nói về sự kiện này.
Những kỷ vật của những người sống sót qua thời kỳ này được lưu giữ trong phòng trưng bày triển lãm ở nhà máy ô tô Ford cũ ở Bukit Timah, địa điểm mà trước kia người Anh từng ký văn kiện đầu hàng Nhật Bản ngày 15 tháng 2 năm 1942.
Ngày nay, trong tiếng Nhật còn có từ Shingapōru Kakyōgyakusatsujiken (シンガポール華僑虐殺事件) (vụ thảm sát người Hoa Singapore) để nói về vụ thảm sát này.
Tuy giới học giả đều nhất trí rằng đã có cuộc thảm sát này nhưng các nguồn tin của Nhật và Singapore không thống nhất về số người bị thiệt mạng. Theo Hirofumi Hayashi (đọc phần sau), Bộ ngoại vụ Nhật Bản "đã thừa nhận rằng quân Nhật đã gây ra các vụ thảm sát ở Singapore... Trong các cuộc đàm phán với Singapore, chính phủ Nhật Bản đã từ chối yêu cầu bồi thường thiệt hại nhưng đồng ý có "hành động chuộc lỗi" bằng cách cung cấp tài chính theo những cách khác".

## Kế hoạch thảm sát
Hirofumi Hayashi, một giáo sư ngành chính trị tại Đại học Kanto Gakuin kiêm đồng giám đốc Trung tâm Nghiên cứu và Lưu trữ văn thư về Trách nhiệm Chiến tranh của Nhật Bản, viết rằng cuộc thảm sát đã được trù định trước và rằng "người Hoa ở Singapore được xem là có tư tưởng chống Nhật kể cả trước khi quân Nhật đổ bộ". Qua đoạn văn sau có thể thấy là cuộc thảm sát cũng đã mở rộng sang cả người Hoa ở Mã Lai.
Việc thanh trừng đã được lên kế hoạch từ trước khi quân đội Nhật Bản đổ bộ lên Singapore. Ban chỉ huy của tập đoàn quân số 25 (Nhật Bản) đã dựng lên một kế hoạch được gọi là "Hướng dẫn Tiến hành Quản lý Hoa kiều" vào khoảng 28 tháng 12 năm 1941. Chỉ thị này nói rằng bất cứ ai không phục tùng hoặc bất hợp tác với lực lượng chiếm đóng cần phải bị loại bỏ. Rõ ràng là cơ quan đầu não của tập đoàn quân số 25 đã lựa chọn một chính sách tàn nhẫn đối với người Hoa ở Singapore và Mã Lai từ khi bắt đầu cuộc chiến. Theo Onishi Satoru, sĩ quan hiến binh Nhật phụ trách trung tâm thẩm tra Jalan Besar, trung tá hiến binh Oishi Masayuki đã nhận chỉ thị từ trưởng ban tham mưu Suzuki Sosaku tại Keluang, Johor để chuẩn bị cho một cuộc thanh trừng sau khi chiếm được Singapore. Mặc dù không biết chính xác thời điểm của chỉ thị này, chỉ biết rằng sở chỉ huy tập đoàn quân đóng tại Keluang từ 28 tháng 1 đến 4 tháng 2 năm 1942... Rõ ràng, vụ thảm sát Singapore không phải là chỉ đạo của một vài cá nhân độc ác, nhưng nhất quán với những biện pháp được áp dụng trong thời kỳ Nhật Bản xâm lược Trung Quốc và cũng liên tục được áp dụng trên những nước châu Á khác. Để tổng kết những điểm trên, quân đội Nhật Bản, đặc biệt là tập đoàn quân số 25, sử dụng biên pháp thanh trừng để loại trừ những thành phần chống Nhật trong tương lai, đe dọa dân Trung Quốc địa phương và những người khác để áp đặt chế độ quân quản một cách nhanh chóng.

## Xác định các mục tiêu thảm sát
Sau khi xâm chiếm Singapore, Nhật Bản nhận thấy rằng cộng đồng người Hoa địa phương trung thành với người Anh và Trung Hoa Dân quốc. Một số người gốc Hoa giàu có đã hỗ trợ tài chính cho Quốc dân Cách mạng quân trong chiến tranh Trung-Nhật qua những đợt phát động gây quỹ. Giới lãnh đạo quân sự Nhật Bản, đứng đầu là Yamashita Tomoyuki, đã chủ trương chính sách "loại trừ" những kẻ có thái độ kiên quyết bài Nhật.
Giới chức quân sự Nhật Bản đã xác định những đối tượng sau là "có thể gây phiền phức":
- Các nhà hoạt động của Quỹ cứu tế Trung Quốc
- Những người giàu có đã đóng góp một cách hào phóng cho Quỹ cứu tế Trung Quốc
- Những ai ủng hộ Tan Kah Kee, lãnh đạo của phong trào cứu quốc Nam Dương
- Người gốc Hải Nam, được cho là theo cộng sản
- Người Hoa sinh ra ở Trung Quốc và đến Mã Lai sau chiến tranh Trung Nhật
- Những người xăm trổ, vì được cho là thành viên của Hội Tam Hoàng
- Người Hoa tham gia vào tinh hoa nghĩa dũng quân (một đội quân gồm tập hợp những người Hoa tại Singapore chống Nhật)
- Các viên chức nhà nước và những người có vẻ có cảm tình với người Anh, ví dụ như các thẩm phán hòa giải và các thành viên của Hội đồng lập pháp
- Những ai sở hữu vũ khí và có khả năng gây hại cho an ninh công cộng

Yamashita đã ra lệnh cho lực lượng đồn trú Chiêu Nam Đảo (Syonan) để phối hợp với Hiến binh Chiêu Nam Đảo, quân cảnh Nhật Bản, cùng "trừng phạt người Hoa thù địch một cách đích đáng".

## Tàn sát

### "Sàng lọc"
Sau khi Singapore thất thủ, chỉ huy mặt trận 2 của Hiến binh Nhật là Masayuki Oishi thiết lập trụ sở của mình tại Tòa nhà YMCA trên đường Stamford với vị thế là Chi nhánh Khu vực Đông của Hiến binh Nhật. Nhà tù Hiến binh Nhật nằm tại Outram với các chi nhánh tại đường Stamford, phố Tàu và đồn cảnh sát Trung tâm. Một dinh thự tại nơi giao cắt của phố Smith và đường New Bridge là chi nhánh Khu vực Tây của Hiến binh Nhật.
Dưới quyền của Oishi là 200 sĩ quan Hiến binh chính quy và 1.000 quân phụ trợ khác, họ hầu hết còn trẻ và là nông dân lỗ mãng. Singapore được phân thành các khu vực, mỗi khu vực nằm dưới quyền quản lý của một sĩ quan. Người Nhật thiết lập các "trung tâm sáng lọc" trên khắp Singapore để tập hợp và "sàng lọc" các nam giới người Hoa từ 18 đến 50 tuổi. Những người bị cho là "chống Nhật" sẽ bị trừ khử. Đôi khi, nữ giới và thiếu niên cũng được đưa đi kiểm tra.
Đoạn văn dưới đây là từ một bài viết từ Ban Di sản Quốc gia: 

Các phương thức kiểm tra là bừa bãi và phi tiêu chuẩn. Đôi khi, những người trùm đầu cung cấp tin tức bị nghi ngờ là người Hoa chống Nhật; những lúc khác, các sĩ quan người Nhật chọn ra các cá nhân "khả nghi" dựa theo ý thích và tưởng tượng của họ. Những người sống sót qua kiểm tra đi ra với dấu "đã kiểm tra" trên mặt, tay hoặc quần áo; một số được phát một giấy chứng nhận. Những người không may mắn khác bị đưa tới những nơi hẻo lánh như Changi và Punggol, và bị giết một cách thô bạo theo các đợt.

Theo A Country Study: Singapore được phát hành bởi Đơn vị Nghiên cứu Liên bang của Thư viện Quốc hội:

Toàn bộ nam giới người Hoa từ 18 đến 50 tuổi bị yêu cầu trình báo với các trại đăng ký để sàng lọc. Người Nhật hoặc quân cảnh bắt giữ những ai bị cho là chống Nhật, nghĩa là những ai bị mật thám chỉ ra hoặc những người là giáo viên, ký giả, tri thức hoặc thậm chí là người hầu cũ của người Anh. Một số bị cầm tù, song hầu hết bị hành quyết.

Những người vượt qua "sàng lọc"  sẽ nhận được một mảnh giấy có chữ "đã kiểm tra" hoặc được đóng một dấu vuông lên tay hoặc áo. Những người thất bại sẽ được đóng dấu hình tam giác, họ bị tách khỏi những người khác và được đưa đến các điểm xử tử.

### Hành quyết
Có một số địa điểm tàn sát, nổi tiếng nhất là tại bãi biển Changi, bãi biển Punggol và Sentosa (hay Pulau Blakang Mati).
| Địa điểm tàn sát:                           | Miêu tả |
| ------------------------------------------- | --- |
| Bãi biển Punggol Beach                      | Tại bãi biển Punggol có khoảng 300 đến 400 người Hoa bị bắn vào ngày 28 tháng 2 năm 1942. Các nạn nhân nằm trong số 1.000 nam giới người Hoa bị quân Nhật bắt giữ sau khi tìm kiếm từng nhà dọc theo đường Upper Serangoon. Một số người trong đó có các hình xăm, một dấu hiệu cho thấy họ có thể là thành viên hội Tam hoàng. |
| Bãi biển Changi]]/Bãi biển Changi Spit      | Ngày 20 tháng 2 năm 1942, 66 nam giới người Hoa bị xếp thành hàng dọc theo mép biển và bị quân cảnh bắn. Bãi biển là địa điểm hành quyết đầu tiên trong Túc Thanh. Các nạn nhân đến từ khu vực Bukit Timah/Stevens Road. |
| Changi Road 8-mile section (ms)             | Địa điểm tàn sát được phát hiện tại một khu vực đồn điền (làng Samba Ikat cũ) gồm hài cốt của 250 nạn nhân từ khu vực lân cận. |
| Hougang 8 ms                                | Người được chở trên sáu xe tải được thuật là bị tàn sát tại đây. |
| Katong 7 ms                                 | 20 hào để chôn các thi thể nạn nhân được khai quật tại đây. |
| Beach opposite 27 Amber Road                | Người trên hai xe tải được thuật là bị tàn sát tại đây. |
| Tanah Merah Beach/Tanah Merah Besar Beach   | 242 nạn nhân từ Jalan Besar bị tàn sát tại đây. Địa điểm sau này trở thành bộ phận của đường băng sân bay Changi. |
| Sime Road off Thomson Road                  | Phát hiện các địa điểm tàn sát gần một sân golf và các làng tại khu vực lân cận. |
| Katong, East Coast Road                     | 732 nạn nhân từ trường Telok Kurau. |
| Siglap area                                 | Địa điểm tàn sát gần Bedok South Avenue/Bedok South Road (trước gọi là Jalan Puay Poon). |
| Bãi biển Blakang Mati, của sân Golf Sentosa | Các pháo thủ người Anh đã đầu hàng chôn khoảng 300 thi hài trúng đạn dạt vào bờ của Sentosa. Họ là các thường dân được chuyển từ các bến tàu tại Tanjong Pagar để sát hại tại vùng biển lân cận. |

Theo chỉ thị của Tsuji Masanobu, Túc Thanh được mở rộng sang Malaya, đặc biệt là Penang. Tuy nhiên, tại các khu vực nông thôn, cư dân ít tập trung và người Nhật thiếu thời gian và nhân lực để tiến hành một cuộc "sàng lọc" đầy đủ cư dân người Hoa, song họ tiếp tục tàn sát bừa bãi người Hoa trên quy mô rộng. Tàn sát ngưng lại vào ngày 3 tháng 3.

## Tổng số người chết
Có những số liệu khác biệt về số người chết, thống kê chính thức của người Nhật biểu thị có ít hơn 5.000 trong khi cộng đồng người Hoa Singapore tuyên bố số lượng là khoảng 100.000. Thủ tướng Singapore Lý Quang Diệu nói trong một chương trình của Discovery Channel rằng tổng số người chết được ước tính, "khoảng giữa 50.000 đến 100.000 nam giới trẻ, người Hoa".
Trong một bài phỏng vấn vào ngày 6 tháng 7 năm 2009 với National Geographic, Lý Quang Diệu nói rằng:

Tôi là một nam giới người Hoa, cao và người Nhật làm vậy với những người như tôi do Singapore là trung tâm để tập hợp tiền quyên góp của người Hoa cho Trùng Khánh nhằm kháng Nhật. Vậy nên họ tiến hành trừng phạt chúng tôi. Họ tàn sát 70.000 – có thể lên đến 90.000 xong con số xác minh được là khoảng 70.000. Nếu không nhờ may mắn, có khi tôi đã là một trong số họ.

Hirofumi Hayashi viết trong một báo cáo rằng tổng số người chết "cần điều tra thêm".

Theo nhật ký của chỉ huy quân đồn trú tại Singapore là Thiếu tướng Kawamura Saburo, tổng số người bị giết được các chỉ huy Hiến binh báo cáo cho ông ta vào ngày 23 tháng 2 là năm nghìn. Đây là ngày thứ ba của hoạt động thanh lọc khi việc hành quyết hầu như đã hoàn thành. Người ta nói rằng tại Singapore tổng số người bị giết là bốn mươi hay năm mươi nghìn; điểm này cần điều tra thêm.

Chứng kiến sự tàn bạo của người Nhật, Lý Quang Diệu phát biểu:
Họ cũng thể hiện tính chất hèn hạ và độc ác với kẻ thù của mình tương tự như của người Hung. Thành Cát Tư Hãn và bè lũ của ông ta có thể không tàn nhẫn hơn thế. Tôi không có nghi ngờ về việc thả hai quả bom nguyên tử xuống Hiroshima và Nagasaki là cần thiết. Nếu không có chúng, hàng trăm nghìn thường dân tại Malaya và Singapore, và hàng triệu tại bản thân Nhật Bản, sẽ phải bỏ mạng.

## Hậu quả

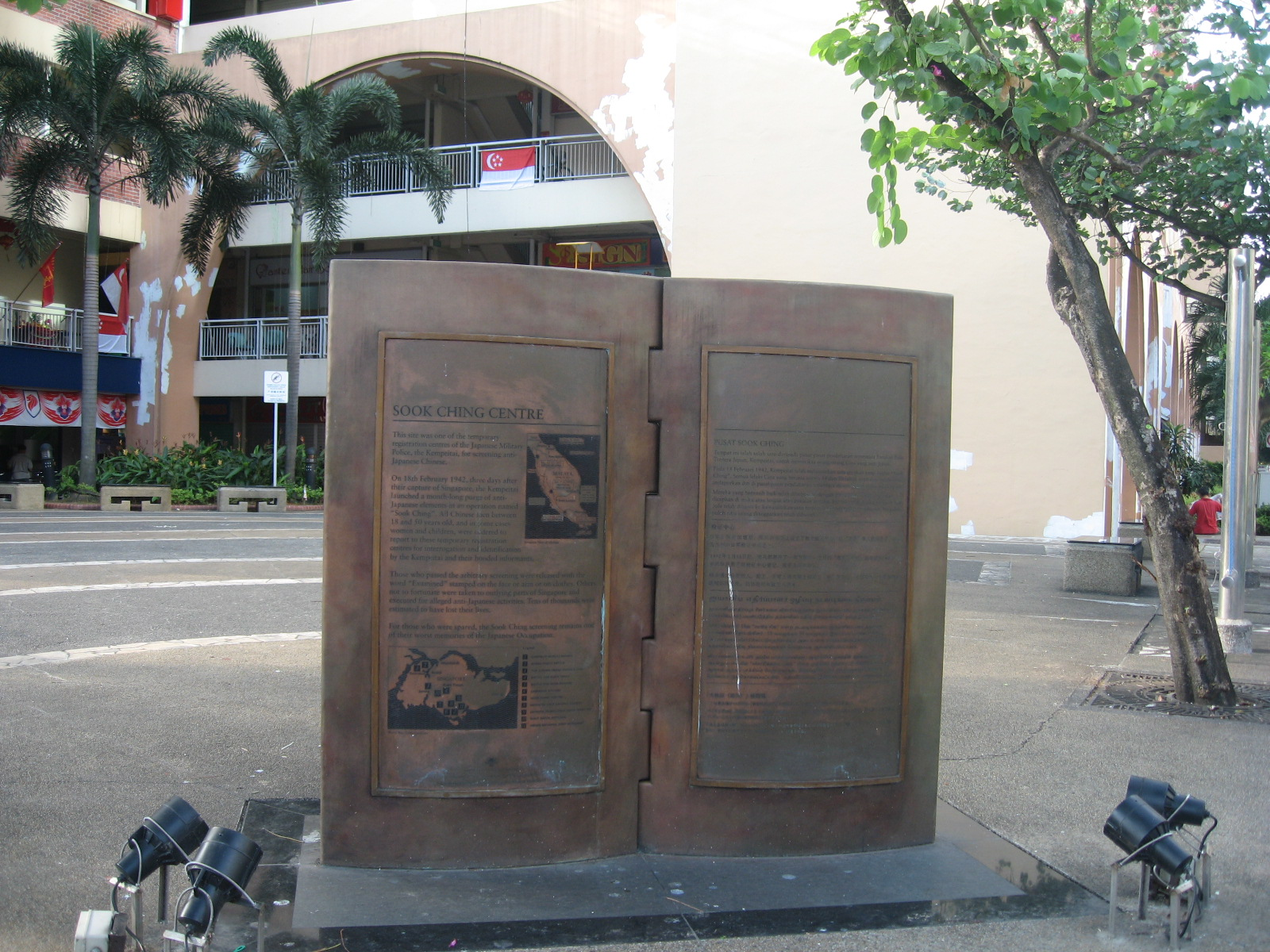
Đải kỷ niệm Túc Thanh tại tổ hợp Hong Lim tại phố Tàu.

Năm 1947, sau khi người Nhật đầu hàng, nhà đương cục Anh tại Singapore tổ chức một phiên tòa tội phạm chiến tranh đối với các thủ phạm Túc Thanh. Bảy sĩ quan người Nhật là Takuma Nishimura, Saburo Kawamura, Masayuki Oishi, Yoshitaka Yokata, Tomotatsu Jo, Satoru Onishi và Haruji Hisamatsu—bị buộc tội chỉ đạo tàn sát.
Trong phiên tòa, một vấn đề lớn là các chỉ huy người Nhật không thông qua bất kỳ mệnh lệnh văn bản chính thức nào về tiến hành tàn sát. Tài liệu về quá trình sàng lọc hoặc các thủ lục sắp xếp cũng đã bị phá hủy. Bên cạnh đó, mệnh lệnh tổng hành dinh quân sự của Nhật Bản về hành quyết nhanh chóng, cộng với các chỉ thị không rõ ràng từ các chỉ huy, gây các nghi ngờ để lọt cáo buộc và khó khăn trong việc xác định chính xác tội của họ.
Kawamura và Oishi nhận án tử hình trong khi năm người khác nhận án chung thân, song Nishimura sau đó bị hành quyết sau khi bị kết án vì vai trò của ông ta trong thảm sát Parit Sulong bởi một tòa án quân sự Úc. Tòa án chấp thuận những lời biện hộ "chỉ theo lệnh" của những người được đưa ra xét xử.
Các tù nhân bị kết án bị treo cổ vào ngày 26 tháng 6 năm 1947. Nhà đương cục Anh chỉ cho phép sáu thành viên trong gia đình của các nạn nhân đến chứng kiến việc hành quyết Kawamura và Oishi, bất chấp những lời kêu gọi treo cổ công khai.
Khi Singapore giành quyền tự trị đầy đủ từ chính phủ thực dân Anh vào năm 1959, nảy sinh làn sóng chống Nhật trong cộng đồng người Hoa và họ yêu cầu bồi thường và xin lỗi từ Nhật Bản. Chính phủ thực dân Anh chỉ yêu cầu bồi thường chiến tranh cho các tổn thất đến tài sản của Anh trong chiến tranh. Bộ Ngoại giao Nhật Bản bác bỏ yêu cầu của Singapore về xin lỗi và bồi thường vào năm 1963, nói rằng vấn đề bồi thường chiến tranh đã được giải quyết trong Hiệp ước San Francisco năm 1951 và khi đó Singapore vẫn là một thuộc địa của Anh.
Thủ tướng Lý Quang Diệu phản ứng bằng phát biểu rằng chính phủ thực dân Anh không đại diện cho tiếng nói của người Singapore. Trong tháng 9 năm 1963, cộng đồng người Hoa tiến hành một cuộc tẩy chay hàng nhập khẩu Nhật Bản (từ chối hạ tải các máy bay và tàu từ Nhật Bản), song chỉ kéo dài trong bảy ngày.
Với việc Singapore hoàn toàn độc lập từ Malaysia vào ngày 9 tháng 8 năm 1965, chính phủ Singapore tiến hành một yêu cầu khác với Nhật Bản về bồi thường và xin lỗi. Ngày 25 tháng 10 năm 1966, Nhật Bản đồng ý trả 50 triệu đô la Singapore tiền bồi thường, một nửa trong đó là viện trợ và phần còn lại là vốn vay, song không có xin lỗi chính thức.